# Eva Zeisel
Eva Striker Zeisel , nascida Éva Amália Striker (1906 - 2011), foi uma designer industrial americana, nascida na Hungria. É conhecida como ceramista, principalmente após ter a imigrado para os Estados Unidos  (EUA). Suas formas são frequentemente abstrações do mundo natural e das relações humanas. O seu trabalho, resultado de uma carreira prodigiosa, faz parte de importantes colecções de museus em todo o mundo. Zeisel definiu-se como uma "criadora de coisas úteis".

## Biografia
Eva nasceu a 13 de Novembro de 1906, em Budapeste, na Hungria, numa família judia rica e altamente instruída. A sua mãe, a historiadora Laura Polányi Striker, foi a primeira mulher a obter um doutoramento na Universidade de Budapeste. O pai Alexandre Striker era dono de uma fábrica de têxteis. O sociólogo e economista Karl Polanyi, e o físico físico e filósofo da ciência Michael Polanyi, eram seus tios. Casou com o sociólogo Hans Zeisel com quem teve dois filhos e de quem ficou viúva em 1992. Morreu a 30 de Dezembro de 2011 com 105 anos.

### Educação
Apesar de na família haver uma tendência intelectual para a ciência, Eva sempre sentiu uma profunda atracção pela arte. Aos 17 anos, Zeisel entrou na Magyar Képzőművészeti Akadémia de Budapeste (Academia Real Húngara de Belas Artes) para estudar pintura.
Após três semestres decide ter uma profissão mais prática e tornou-se aprendiz de Jakob Karapancsik, o último mestre de cerâmica pertencente ao sistema de guildas medievais. Foi a primeira mulher a qualificar-se na guilda húngara de limpa-chaminés, fabricantes de forno, lavradores de telhado, escavadores de poços e oleiros.Terminada a formação, encontrou trabalho na Hansa-Kust-Keramik, uma oficina de cerâmica em Hamburgo, na Alemanha.

### Início da carreira, prisão e emigração
Em 1928, Eva tornou-se designer do Schramberger Majolikafabrik, na região da Floresta Negra na Alemanha. Trabalhou lá cerca de dois anos, tendo criado muitos designs geométricos alegres, para loiças, serviços de chá, vasos, tinteiros e outros itens de cerâmica. Os seus designs feitos em Schramberg foram fortemente influenciados pela arquitectura moderna. Para além disto, ela aprendera a desenhar com compasso e régua e estava orgulhosa em poder usá-los. Em 1930, mudou-se para Berlim, onde foi trabalhar para as fábricas Carstens. 
Após quase dois anos de uma vida fascinante entre intelectuais e artistas na decadente Berlim, decidiu com  26 anos visitar a União Soviética. Fica lá 5 anos. Aos 29 anos e após vários trabalhos na indústria de cerâmica russa - como inspectora nas fábricas da Ucrânia e como designer nas fábricas de LomonosoV e Dulyoevo - Eva foi nomeada directora artística da Russian China and Glass Trust. 
A 26 de Maio de 1936, quando morava em Moscovo, foi acusada de fazer parte de uma conspiração para assassinar Joseph Stalin e consequemente é presa. Esteve presa 16 meses, 12 dos quais em solitária. Em Setembro de 1937, ela foi deportada para Viena (Áustria). Algumas das suas experiências na prisão servirão de inspiração para Darkness at Noon, um romance anti-estalinista escrito pelo seu amigo de infância, Arthur Koestler.  Em Viena  restabelece o contacto com seu futuro marido Hans Zeisel, que mais tarde será professor de sociologia e advogacia da Universidade de Chicago. Alguns meses após sua chegada a Viena, os nazistas invadiram a cidade e Eva consegue apanhar o último comboio para fora da cidade e do país. Ela e Hans encontraram-se na Inglaterra, onde casaram e donde partiram para os EUA com apenas 64 dólares.

### 1937-1960
Quando Eva Zeisel chegou aos EUA, ela teve de estabelecer novamente a sua reputação como designer. A partir de 1937, ela deu aulas no Pratt Institute em Nova York.  Ela e seus alunos criaram designs para a Bay Ridge Specialty Company, incluindo a Stratoware (uma linha rara e de curta duração criada para a rede de lojas Sears, Roebuck and Company), criada pela sua aluna Frances Blod, sob a sua supervisão. 

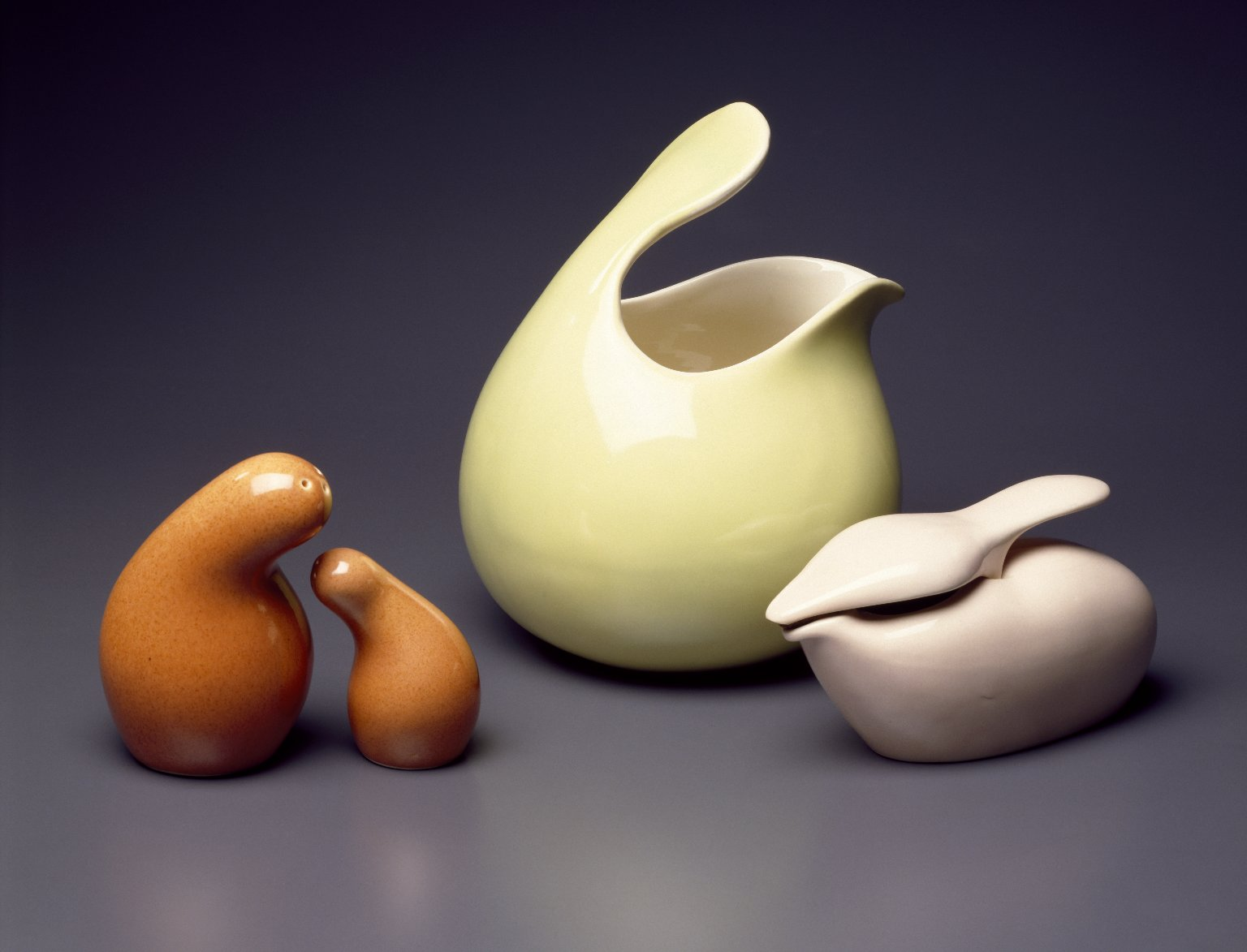
Algumas das peças de cerâmica desenhadas por Zeisel para o serviço de jantar "Town and Country" da Red Wing Pottery (1947). Este conjunto inclui um saleiro de pimenta e sal "mãe e filho" e uma pequena molheira que exemplificam suas formas curvas e orgânicas.

Em 1942, Zeisel foi contratada pelo Museu de Arte Moderna para criar um conjunto de porcelana moderna, sem decoração digna de ser exibida no MoMA, a ser produzida para venda pela empresa de porcelana Castleton. A exposição daí resultante, a "Novas formas na China moderna, projetada por Eva Zeisel", decorreu entre 17 de Abril e 9 de Junho de 1946 e foi a primeira exposição individual do MoMA. 
Foi muito elogiada, mas devido às restrições de tempo de guerra, só começou a ser produzida em 1949. Os pratos de Zeisel, conhecidos como "Museum" e "Castleton White", foram fabricados e vendidos nas décadas seguintes, primeiro brancos como  havia sido pensado por ela e mais tarde com uma grande variedade de decorações. Zeisel atribui a esta encomenda a criação da sua reputação nos EUA, dizendo que "isso tornou-me numa designer de primeira linha aceite por todos, em vez de ser vista como uma designer comum". 
O sucesso de "Museum" chamou a atenção da Red Wing Potteries, para quem ela desenhou o eternamente popular "Town and Country" em resposta ao seu pedido de pratos o mais "Greenwich-Village" possível.
Entre 1949 e 1950, Zeisel foi contratada pela Hall China Company para criar sua linha mais popular, a "Hallcraft, Tomorrow's Classic". A produção começou em 1952, era uma linha completa de acessórios de louça e de mesa, incluía pratos, tigelas, xícaras, pires, travessas, tigelas, pratos de manteiga, açucareiros, castiçais, saleiros e pimenteiros, etc. Inicialmente eram para ser brancos e lisos mas acabaram por ter padrões, parte deles foram criados por alguns dos seus alunos da Pratt a pedido da Hall. Outros padrões foram desenhados pelo pintor Charles Seliger.
Em 1955, Zeisel criou uma segunda linha para a Hall chamada "Century", cuja produção começou em 1956. No final da década de 1950, ela criou designs para várias empresas internacionais, nomeadamente a Rosenthal AG e a Mancioli Pottery.

### 1980– 2011
Eva parou o seu trabalho como designer durante as décadas de 1960 e 1970, para trabalhar em projectos sobre a história  norte-americana. A sua principal pesquisa concentrou-se na Conspiração de Nova York, uma alegada rebelião de escravos em 1741, que resultou na morte de escravos inocentes, enquanto outros foram levados para plantações nas Caraíbas. Ela encontrou paralelos entre os seus julgamentos e os julgamentos soviéticos dos quais ela havia sido vítima.
Ela voltou a trabalhar como designer nos anos 80.  Muitos dos seus designs posteriores tiveram o mesmo sucesso que os anteriores. Eles incluem objectos em vidro, em cerâmica, móveis e candeeiros para o The Orange Chicken, em porcelana, em cristal e impressões de edição limitada para o KleinReid, óculos e brindes para a Nambé, uma chaleira para Chantal, móveis e artigos para Eva Zeisel Originals, tapetes para a The Rug Company, “Classic-Century”, um dos serviços de jantar mais vendidos da Crate and Barrel, produzido por Royal Stafford, Reino Unido. Este conjunto combina peças das linhas "Tomorrow's Classic" e "Century". A linha Classic-Century é actualmente vendida pelo site EvaZeiselOriginals.com. A maioria das peças deste serviço foi feita com os moldes originais. Ela também criou uma linha de talheres, produzida por Yamazaki para a Crate And Barrel, e um conjunto de mesa de café e louça (chamado Granit) para a loja Design Within Reach.
Um serviço de chá de feito de osso, criado em 2000, é fabricado pela fábrica de porcelana Lomonosov em São Petersburgo, na Rússia. Eva lançou dois designs em 2010 através do site "EvaZeiselOriginals.com": o Eva Zeisel Lounge Chair e o Eva Zeisel Salt & Pepper Shakers. O Lounge Chair foi destacado na edição de Fevereiro de 2010 na "O Magazine" e os  Salt & Pepper Shakers na edição de Abril de 2010 da mesma revista. Os seus novos designs  para uma linha de candeeiros de vidro (candeeiros pendentes, de parede e de mesa) foram lançados em 2012 pela Leucos USA.
Em 2017, a Spinneybeck / FilzFelt apresentou uma colecção de azulejos acústicos de feltro, com base nos designs de azulejos e divisores de espaço criados por ela. Eles vêm em 63 cores e tamanhos personalizados.
Reproduções de designs anteriores foram vendidos no MoMa, no Brooklyn Museum e na Neue Galerie, além de outras lojas de presentes de museus.

## Estilo pessoal
Os designs de Eva Zeisel são feitos para serem usados. A inspiração para suas formas sensuais vem, a maior parte as vezes, das curvas do corpo humano. A sua noção da forma e da cor, tal como o uso de temas de pássaros, mostram a influência das artes folclóricas húngaras com que cresceu. A maioria dos seus designs, seja em madeira, metal, vidro, plástico ou cerâmica, são pensados como grupos familiares. Muitos dos seus projectos agrupam-se de forma orgânica, criando módulos que economizam espaço. Zeisel descreveu os seus designs num artigo do New York Sun da seguinte forma: “Não crio coisas angulares. Sou uma pessoa mais circular - é mais a minha personalidade ... até o ar entre minhas mãos é redondo. ” 
Entre suas formas mais coleccionáveis estão os excêntricos e bio-morficos  pratos "Town and Country", produzidos pela Red Wing Pottery, em 1947. Este conjunto inclui os icónicos "mãe e filho" (saleiro e pimenteiro).
Eva Zeisel teve dois filhos com Hans: uma filha, Jean Richards (1940) e um filho, John Zeisel (1944). No documentário Throwing Curves: Eva Zeisel, John e Jean comentam o relacionamento tempestuoso  dos seus pais nas décadas de 1940 e 1950, quando eram pequenos. No filme, John afirma que Hans e Eva tinham personalidades dominantes, e que isso muitas vezes levou a "uma colisão de campos de força". 

## Museus e exposições
As obras de Zeisel estão nas colecções permanentes do Metropolitan Museum; Museu do Brooklyn; Sociedade Histórica de Nova York, Museu de Design Cooper-Hewitt e no MoMA (Museu de Arte Moderna) em Nova York; o Museu Britânico ; Museu Victoria e Albert (Londres); Museu Bröhan, (Alemanha); bem como em museus de Dallas, Chicago, Atlanta, Milwaukee, entre outros, nos EUA e no exterior.
Nos anos 80, uma exposição retrospectiva de 50 anos de seu trabalho, organizada pelo Musée des Arts Décoratifs e pelo Museu Cooper Hewitt da Smithsonian Institution, viajou pelos EUA, Europa e Rússia. Em 2004, uma importante exposição retrospectiva "Eva Zeisel: The Playful Search for Beauty" foi organizada pelo Knoxville Museum of Art, depois viajou para o Milwaukee Art Museum,  para o High Museum of Art em Atlanta e o para Hillwood Museum &amp; Gardens em Washington DC. 
De 2005 a 2007, o Erie Art Museum, montou a exposição de longa duração "Eva Zeisel: The Shape of Life".
Em 10 de Dezembro de 2006, o Museu Internacional Mingei, no Balboa Park, San Diego, criou uma grande exposição retrospectiva do centenário, "Eva Zeisel: Extraordinary Designer at 100", onde foram expostos os seus designs de Schramberg (1928) e de projetos mais recentes nomeadamente para Nambe, Chantal, os originais de Eva Zeisel , The Orange Chicken e outros (2006). A Exposição  durou até 12 de Agosto de 2007. No mesmo ano, a Galeria do Instituto Pratt também organizou uma exposição comemorativa do seu centenário.

## Prémios
Em 2005, Zeisel ganhou o prémio Lifetime Achievement atribuído pelo Museu de Design Cooper Hewitt da Smithsonian (Nova Iorque).
Ela também recebeu os dois maiores prémios civis do governo húngaro, bem como o prémio Pratt Legends e os prémios da Industrial Designers Society of America e da Alfred University. Ela é membro honorário da Royal Society of Industrial Designers e recebeu diplomas Honoris Causa da Parsons (New School), da Rhode Island School of Design, da Royal College of Art e da Universidade Húngara de Artes.

## Publicações
- Eva Zeisel: The Shape of Life Erie Art Museum, 2009, essay by Lance Esplund
- Eva Zeisel on Design by Eva Zeisel, Overlook Press 2004
- Eva Zeisel: The Playful Search for Beauty by Lucie Young, Chronicle Books 2003
- Eva Zeisel, Designer for Industry, 1984 (Out of print. Available through Eva Zeisel Forum).
- Eva Zeisel: Throwing Curves 2002 (documentary film), Canobie Films, Director: Jyll Johnstone.
- Regular Bulletins from Eva Zeisel Forum.
- Richards, Jean, ed. 2012, 2019. Eva Zeisel: A Soviet Prison Memoir. 2n edition. iBook version contains photos, original NKVD documents, audio and video clips; Kindle version and Kindle paperback, text only.
- Pat Kirkham, Pat Moore, and Pirco Wolfframm. 2013. Eva Zeisel: Life, Design, and Beauty. San Francisco: Chronicle Books. Complete works.
- Zelinsky, Volker. 2019. Eva Zeisel in Hamburg: Her Work For Hansa-Kunst-Keramik, 1927/28. Edition Kakenhan: Hamburg. 49pp, 40 illus.